# Condat-sur-Ganaveix
Condat-sur-Ganaveix är en kommun i departementet Corrèze i regionen Nouvelle-Aquitaine i de centrala delarna av Frankrike. Kommunen ligger  i kantonen Uzerche som tillhör arrondissementet Tulle. År 2022 hade Condat-sur-Ganaveix 648 invånare.

## Befolkningsutveckling
Antalet invånare i kommunen Condat-sur-Ganaveix
Referens:INSEE